# Sofia Falkovitch

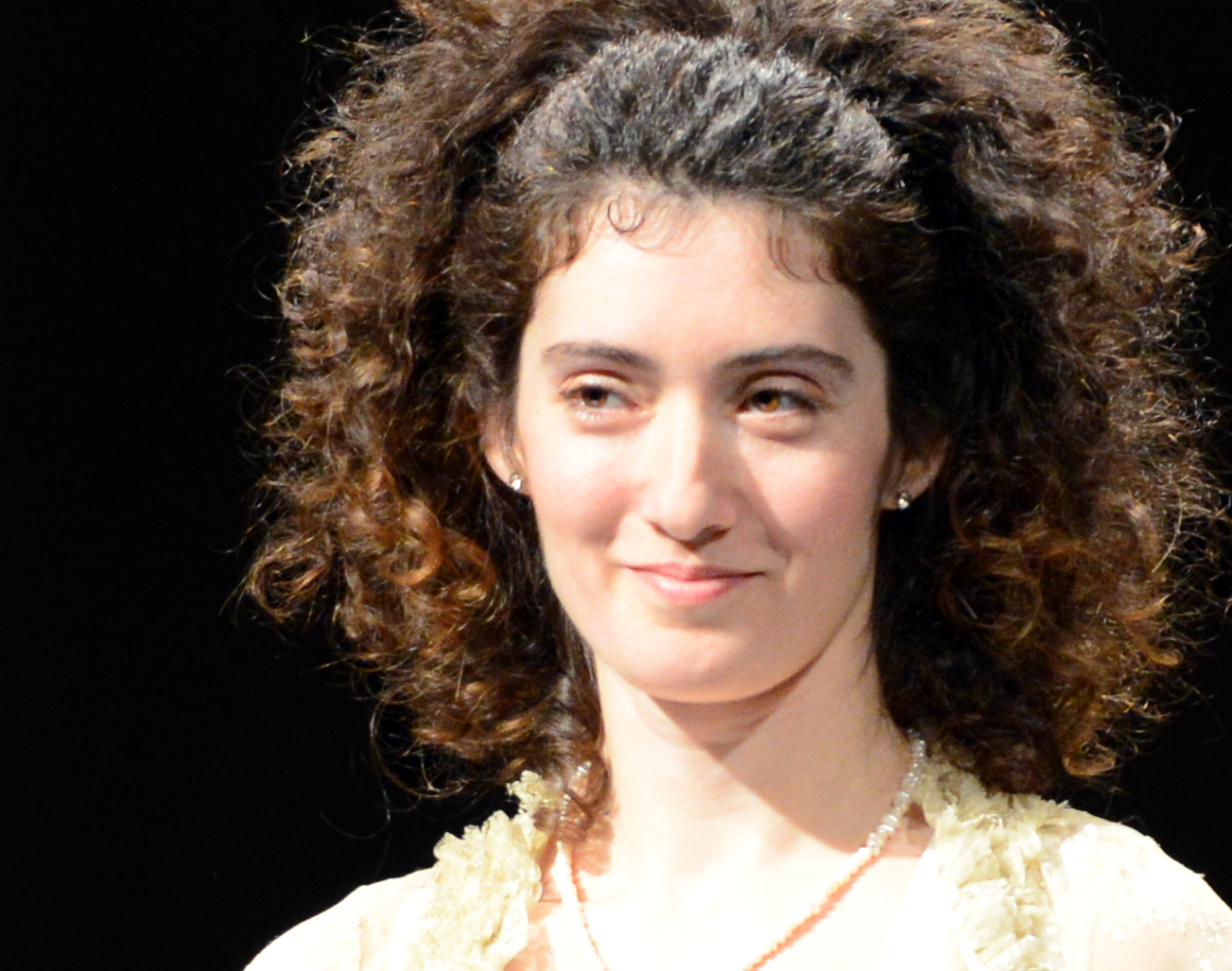
Sofia Falkovitch (2014)

Sofia Falkovitch (geboren 23. März 1980 in Moskau) ist eine in Paris lebende Kantorin (Mezzosopran). Sie ist Mitglied der European Cantors Association und die erste Frau, die in Deutschland als Synagogalkantorin ausgebildet wurde. Ihr Repertoire spannt einen Bogen vom Barock über Klassik, Romantik bis zu zeitgenössischen Kompositionen, dabei nimmt die Improvisation im Chasanut eine sehr wichtige und besondere Stellung ein. Zurzeit hat sie europaweit Konzert- und Kantoreneinsätze, tritt bei verschiedenen öffentlichen Anlässen auf und amtiert als erste Kantorin in Luxemburg.

## Leben
Sofia Falkovitch wuchs in Moskau und Berlin in einer künstlerisch geprägten Familie auf. Schon als Kind galt ihre Leidenschaft dem jiddischen Lied, mit dessen Kultur sie von klein auf vertraut ist. Während ihrer Aufenthalte in Deutschland und Kanada widmete sie sich kontinuierlich dem Studium der Musik, der Bildenden Künste und dem Journalismus und wirkte regelmäßig bei Konzerten und internationalen Festivals mit. Sie verfügt über eine klassische Gesangsausbildung und zeigt ein breites musikalisches Interesse.
Sofia Falkovitch erhielt Gesangsunterricht unter anderem von Reine Décarie, Madeleine Thériault, Marina Levitt, Penina Schwartz und Verena Rein und nahm an zahlreichen Meisterkursen teil. Sie wird besonders für ihr unverwechselbares Timbre, ihre Kreativität und ihre Ausstrahlung geschätzt.
Im Rahmen ihrer Kantorenausbildung als Stipendiatin des ELES-Begabtenförderungswerks verbrachte sie ein Jahr an der School of Sacred Music des Hebrew Union College und dem Steinsaltz Institute in Jerusalem. Sie ist Absolventin des Abraham Geiger Kollegs in Berlin an der Universität Potsdam und hat ihre Masterarbeit über Samuel Naumbourg und seinen Einfluss auf die Synagogalmusik geschrieben. Ihr Ordinationsspruch lautet: „Die Stimme der Frau ist Nacktheit – Kol beischa erva“ (Babylonischer Talmud, Traktat Berachot 24a).
Mit ihrem Programm „Wüstenrituale“ ging sie bereits auf Tournee. Als Schauspielerin wirkte sie in zahlreichen Inszenierungen mit, darunter in der russischsprachigen Theaterproduktion Franzuskie Strasti, sowie bei anderen Projekten des Theaters „O!“ im kanadischen Montreal. Darüber hinaus moderierte sie die Kulturfernsehsendung „Russian Hour“ und arbeitete als Journalistin für RTVi Overseas Media in New York. Sie hatte und hat Kantoreneinsätze und Konzerte in Israel, darunter in Jerusalem, Tel Aviv, Modiin und Haifa.
Sofia Falkovitch hat zwei Kinder. Sie spricht Russisch, Deutsch, Französisch, Englisch, Hebräisch, Spanisch und Jiddisch.

## Veröffentlichungen

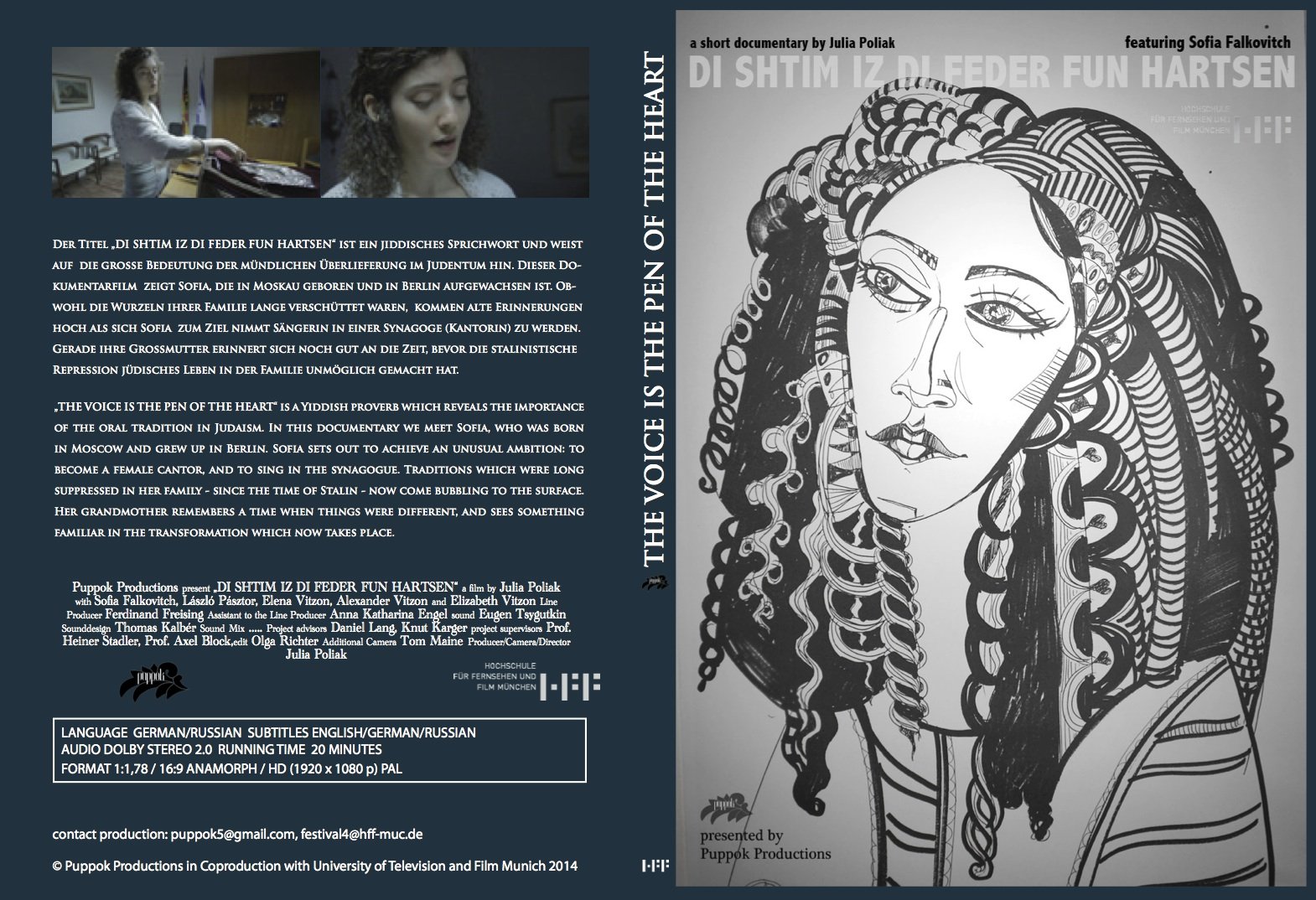
DVD-Cover.

Über zwei Jahre hinweg wurde Sofia Falkovitch mit der Kamera begleitet und im Jahr 2014 erschien als Ergebnis der Dokumentarfilm „Di Shtim iz di Feder fun Hartsen“ („Die Stimme ist die Feder des Herzens“) von Julia Poliak, Puppok Productions, in Koproduktion mit der Hochschule für Fernsehen und Film München.
Eine CD mit dem Titel Chants Hébraïques et chants d’amour erschien 2017 bei Calliope Records mit Werken von Bizet, Fauré, Rimski-Korsakov und Ravel und wurde gemeinsam mit dem Kammerorchester Les Illuminations unter der Leitung von Gabriel Bourgoin aufgenommen.